# Jouhet
Jouhet är en kommun i departementet Vienne i regionen Nouvelle-Aquitaine i västra Frankrike. Kommunen ligger i kantonen Montmorillon som tillhör arrondissementet Montmorillon. År 2022 hade Jouhet 510 invånare.

## Befolkningsutveckling
Antalet invånare i kommunen Jouhet
| Referens: INSEE |